# Václav Vích
Václav Vích (Karlovy Vary, 19 gennaio 1898 – Roma, 14 settembre 1966) è stato un direttore della fotografia ceco.

## Biografia
Nato a Karlovy Vary quando la città si chiamava Karlsbad in Boemia, facente parte dell'Impero austro-ungarico, iniziò a lavorare come fotoreporter quando venne chiamato alle armi durante la prima guerra mondiale. Dopo la fine del conflitto rientrò a Praga e cominciò a entrare nel mondo del cinema come assistente operatore di Otto Heller. Dal 1923 passò alla direzione della fotografia per due film cecoslovacchi e nel 1929 si guadagnò attenzione a livello internazionale con il melodramma Erotikon.
Da quel momento la sua carriera praticamente non conobbe soste; lavorò intensamente in diverse nazioni, in Germania, Austria, Francia e Svezia. Dal 1936 si stabilì in Italia fotografando quasi 130 pellicole, principalmente dalle tematiche storiche, avventurose o tratte da romanzi. Nel 1947 venne insignito del prestigioso Nastro d'argento alla migliore fotografia per Daniele Cortis di Mario Soldati. Durante i primi anni '50 lavorò spesso nella Repubblica Federale Tedesca: i film più importanti furono il pluricensurato Die Sünderin diretto da Willi Forst (1951) e il pluripremiato Di notte sulle strade (Nachts auf den Straßen) di Rudolf Jugert con Hildegard Knef, oltre a L'uomo perduto (Der Verlorene) con Peter Lorre protagonista.
Dal 1963 al 1966 si dedicò all'insegnamento come docente di Ripresa dell'Istituto di Stato per la Cinematografia e la Televisione (Cine-Tv, poi denominato Roberto Rossellini) di Roma.
Morì nella capitale italiana all'età di 68 anni.

## Filmografia
- Únos bankéře Fuxe, regia di Karl Anton (1923)
- Dvojí živo, regia di Václav Kubásek (1924)
- Děvče z hor, regia di Václav Kubásek (1924)
- Do panského stavu, regia di Karl Anton (1925)
- Válečné tajnosti pražské, regia di Václav Kubásek (1926)
- Otec Kondelík a ženich Vejvara I., regia di Karl Anton (1926)
- Pohádka máje, regia di Karl Anton (1926)
- Otec Kondelík a ženich Vejvara II., regia di Karl Anton (1927)
- Švejk v ruském zajetí, regia di Svatopluk Innemann (1927)
- Ve dvou se to lépe táhne, regia di Svatopluk Innemann (1928)
- Praha v záři světel, regia di Svatopluk Innemann - cortometraggio (1928)
- Praha, město sta věží, regia di Josef Hesoun - cortometraggio 1928)
- Z lásky, regia di Vladimír Slavínský (1929)
- Erotikon, regia di Gustav Machatý (1929)
- Podskalák, regia di Přemysl Pražský (1929)
- Aufruhr des Blutes, regia di Victor Trivas (1929)
- Tchán Kondelík a zeť Vejvara, regia di Svatopluk Innemann (1929)
- Svatý Václav, regia di Jan S. Kolár (1930)
- Pasák holek, regia di Hans Tintner (1930)
- Když struny lkají, regia di Friedrich Fehér (1930)
- C. a k. polní maršálek, regia di Karel Lamač (1930)
- Fidlovačka, regia di Svatopluk Innemann (1930)
- Za rodnou hroudou, regia di Oldřich Kmínek (1930)
- Aféra plukovníka Rédla, regia di Karl Anton (1931)
- Der Fall des Generalstabs-Oberst Redl, regia di Karl Anton (1931)
- Ze soboty na neděli, regia di Gustav Machatý (1931)
- Karel Havlíček Borovský, regia di Svatopluk Innemann (1931)
- Muži v offsidu, regia di Svatopluk Innemann (1931)
- Naceradec, král kibicu, regia di Gustav Machatý (1931)
- Loupežník, regia di Josef Kodíček (1931)
- Miláček pluku, regia di Emil Artur Longen (1931)
- Psohlavci, regia di Svatopluk Innemann (1931)
- Malostranští mušketýři, regia di Svatopluk Innemann (1932)
- Šenkýřka „U divoké krásy“, regia di Svatopluk Innemann (1932)
- Studenti (Před maturitou), regia di Svatopluk Innemann e Vladislav Vančura (1932)
- Peníze nebo život, regia di Jindrich Honzl (1932)
- Pudr a benzin, regia di Jindrich Honzl (1932)
- Professeur Cupidon, regia di Robert Beaudoin e André Chemel (1933)
- Skřivánčí píseň, regia di Svatopluk Innemann (1933)
- Dům na předměstí, regia di Miroslav Cikán (1933)
- U svatého Antoníčka, regi8a di Svatopluk Innemann (1933)
- U snědeného krámu, regia di Martin Frič (1933)
- Život je pes, regia di Martin Frič (1933)
- Ze světa lesních samot, regia di Miroslav Josef Krňanský (1933)
- Volga in fiamme (Volga en flammes), regia di Viktor Turžanskij (1934)
- Zlatá Kateřina, regia di Vladimír Slavínský (1934)
- V tom domečku pod Emauzy, regia di Otto Kanturek (1934)
- Hrdinný kapitán Korkorán, regia di Miroslav Cikán (1934)
- Pokušení paní Antonie, regia di Vladimír Slavínský (1934)
- Hudba srdcí..., regia di Svatopluk Innemann (1934)
- Dokud máš maminku, regia di Jan Sviták (1934)
- Mazlíček, regia di Martin Frič (1934)
- Matka Kráčmerka, regia di Vladimír Slavínský (1934)
- Grandhotel Nevada, regia di Jan Sviták (1935)
- Pan otec Karafiát, regia di Jan Sviták (1935)
- První políbení, regia di Vladimír Slavínský (1935)
- Studentská máma, regia di Vladimír Slavínský (1935)
- Král ulice, regia di Miroslav Cikán (1935)
- Koho jsem včera líbal?, regia di Jan Svoboda (1935)
- Le Golem, regia di Julien Duvivier (1936)
- Ballerine, regia di Gustav Machatý (1936)
- Cavalleria, regia di Goffredo Alessandrini (1936)
- Skeppsbrutne Max, regia di Fritz Schulz e Sigurd Wallén (1936)
- Regina della Scala, regia di Guido Salvini e Camillo Mastrocinque (1936)
- I fratelli Castiglioni, regia di Corrado D'Errico (1937)
- Il Corsaro Nero, regia di Amleto Palermi (1937)
- Stasera alle undici, regia di Oreste Biancoli (1937)
- Sono stato io!, regia di Raffaello Matarazzo (1937)
- Il conte di Bréchard, regia di Mario Bonnard (1938)
- L'argine, regia di Corrado D'Errico (1938)
- Amicizia, regia di Oreste Biancoli (1938)
- Ettore Fieramosca, regia di Alessandro Blasetti (1938)
- Ballo al castello, regia di Max Neufeld (1939)
- Assenza ingiustificata, regia di Max Neufeld (1939)
- Il segreto inviolabile, regia di Julio Flechner de Gomar (1939)
- Retroscena, regia di Alessandro Blasetti (1939)
- Un'avventura di Salvator Rosa, regia di Alessandro Blasetti (1939)
- Il diario di una stella, regia di Mattia Pinoli e Domenico Valinotti (1940)
- Fanfulla da Lodi, regia di Giulio Antamoro e Carlo Duse (1940)
- Ultima fiamma (La última falla), regia di Benito Perojo (1940)
- Incanto di mezzanotte, regia di Mario Baffico (1940)
- La peccatrice, regia di Amleto Palermi (1940)
- Senza cielo, regia di Alfredo Guarini (1940)
- La corona di ferro, regia di Alessandro Blasetti (1941)
- L'amante segreta, regia di Carmine Gallone (1941)
- Primo amore, regia di Carmine Gallone (1941)
- L'ultimo addio, regia di Ferruccio Cerio (1942)
- Luisa Sanfelice, regia di Leo Menardi (1942)
- Sieben Jahre Glück, regia di Ernst Marischka (1942)
- Sette anni di felicità, regia di Ernst Marischka e Roberto Savarese (1942)
- 4 passi fra le nuvole, regia di Alessandro Blasetti (1942)
- Nebbie sul mare, regia di Hans Hinrich e Marcello Pagliero (1944)
- Nessuno torna indietro, regia di Alessandro Blasetti (1945)
- Non siamo sposati (Nous ne sommes pas mariés), regia di Bernard-Roland e Gianni Pons (1946)
- Un americano in vacanza, regia di Luigi Zampa (1946)
- Eugenia Grandet, regia di Mario Soldati (1947)
- Daniele Cortis, regia di Mario Soldati (1947)
- Nightbeat, regia di Harold Huth (1947)
- L'ebreo errante, regia di Goffredo Alessandrini (1948)
- Una lettera all'alba, regia di Giorgio Bianchi (1948)
- Arrivederci, papà!, regia di Camillo Mastrocinque (1948)
- La leggenda di Faust, regia di Carmine Gallone (1949)
- Il cielo è rosso, regia di Claudio Gora (1950)
- Die Sünderin, regia di Willi Forst (1951)
- L'uomo perduto (Der Verlorene), regia di Peter Lorre (1951)
- Es geschehen noch Wunder, regia di Willi Forst (1951)
- Di notte sulle strade (Nachts auf den Straßen), regia di Rudolf Jugert (1952)
- I lupi mannari (The Devil Makes Three), regia di Andrew Marton (1952)
- Illusion in Moll, regia di Rudolf Jugert (1952)
- Piovuto dal cielo, regia di Leonardo De Mitri (1953)
- La valigia dei sogni, regia di Luigi Comencini (1953)
- La passeggiata, regia di Renato Rascel (1953)
- Il matrimonio, regia di Antonio Petrucci (1954)
- Allegro squadrone, regia di Paolo Moffa (1954)
- La tua donna, regia di Giovanni Paolucci (1954)
- Pulverschnee nach Übersee, regia di Hermann Leitner (1956)
- Te sto aspettanno, regia di Armando Fizzarotti (1957)
- La ragazza della salina (Harte Männer heisse Liebe), regia di František Čáp (1957)
- Der tolle Bomberg, regia di Rolf Thiele (1957)
- Der schönste tag meines lebens, regia di Max Neufeld (1957)
- I legionari (Madeleine und der Legionär), regia di Wolfgang Staudte (1958)
- Avventura a Capri, regia di Giuseppe Lipartiti (1958)
- La nipote Sabella, regia di Giorgio Bianchi (1958)
- Cerasella, regia di Raffaello Matarazzo (1959)
- I giganti della Tessaglia (Gli Argonauti), regia di Riccardo Freda (1960)
- Il mondo nella mia tasca (An einem Freitag um halb zwölf...), regia di Alvin Rakoff (1961)
- L'onorata società, regia di Riccardo Pazzaglia (1961)
- Verdammt die jungen Sünder nicht, regia di Hermann Leitner (1961)
- Peccati d'estate, regia di Giorgio Bianchi e Gino Brosio (1962)
- Journey Into Nowhere, regia di Denis Scully (1962)
- Romanze in Venedig, regia di Eduard von Borsody (1962)

## Premi e riconoscimenti
- 1947[1] - Nastro d'argento

Migliore fotografia - Daniele Cortis